# Camboriú
Camboriú is een gemeente in de Braziliaanse deelstaat Santa Catarina. De gemeente telt 78.731 inwoners (schatting 2017).

## Aangrenzende gemeenten
De gemeente grenst aan Balneário Camboriú, Brusque, Canelinha, Itajaí, Itapema, Porto Belo en Tijucas.

## Verkeer en vervoer
De plaats ligt aan de noord-zuidlopende weg BR-101 tussen Touros en São José do Norte.